# パトリック・バウマン (バスケットボール)

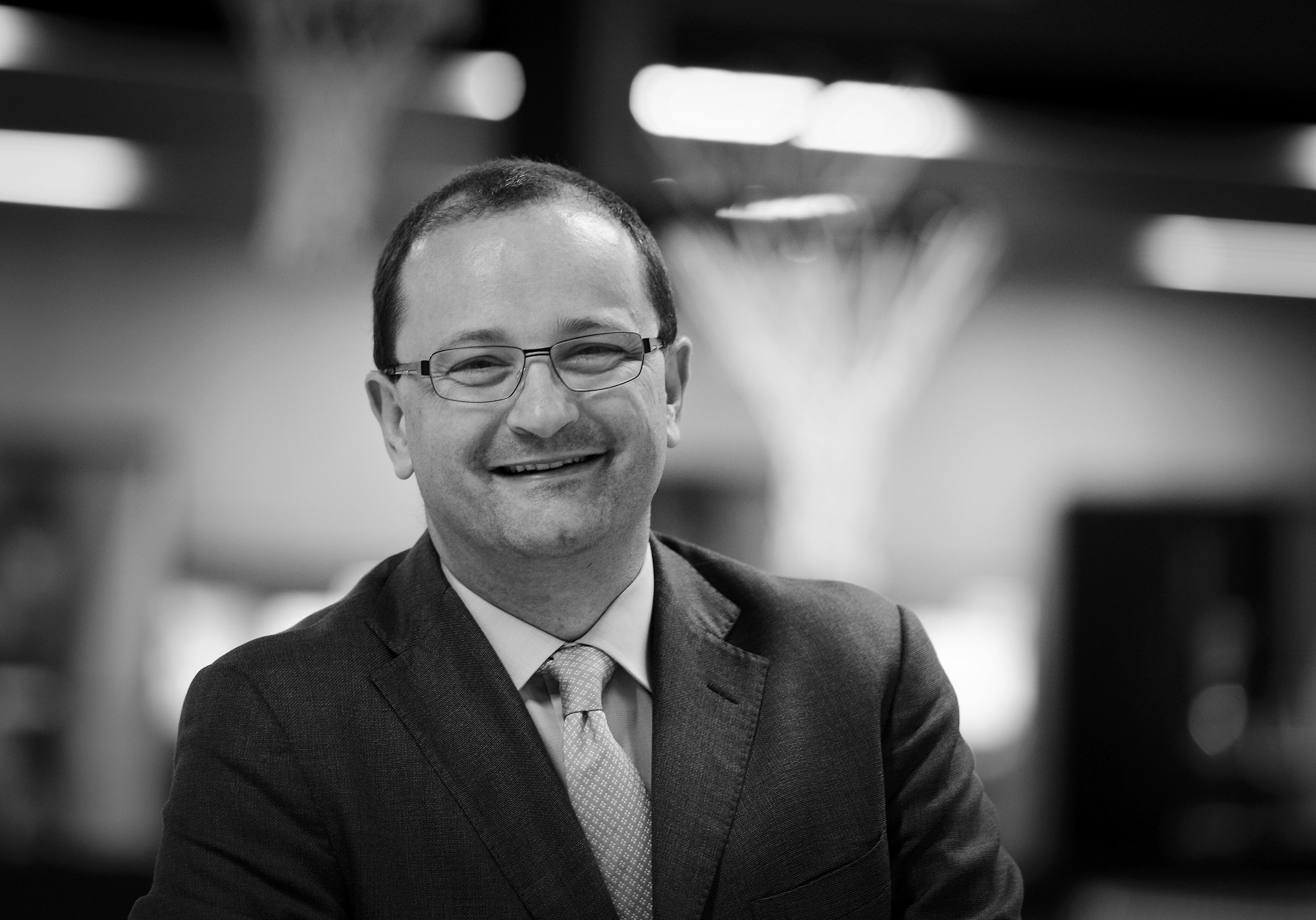
パトリック・バウマン

パトリック・バウマン（Patrick Baumann、1967年8月5日 - 2018年10月14日）は、国際バスケットボール連盟(FIBA)の事務総長を務めた人物である。

## 略歴
スイス、バーゼル出身。1994年にFIBAに加わり、翌1995年に副事務総長に就任。2002年の総会で事務総長に選出され、2003年に就任した。また2007年より国際オリンピック委員会の委員に加わった。
イタリアで選手、審判として活動した後、スイスで審判の指導や、バスケットボール教室の経営指導、大会の運営に携わった。
事務総長としての任期中、バウマンは3x3の普及に取り組み、3x3は2014年の南京ユースオリンピックで競技として採用された。2015年にはイスラエルで18歳以下の世界大会が開催される。
2018年10月14日、2018年夏季ユースオリンピック開催中のブエノスアイレスで心臓発作を起こし、死去。

## 参考資料
1. 1 2  “Patrick Baumann, ’01”. The University of Chicago Booth School of Business. 2014年12月18日閲覧。[リンク切れ]
2. 1 2  “FIBA Secretary General Patrick Baumann Proposed as IOC Member”. Sportcal (2007年5月3日). 2014年12月18日閲覧。
3. 1 2  “Passion and strategic vision: Patrick Baumann’s ideas”. Rio2016. 2014年12月18日閲覧。
4. ↑  Levitt, Joshua (2014年2月10日). “Israel to Host FIBA’s 3-on-3 Basketball Under 18 World Championships in 2015”. Algemeiner.com. 2014年12月18日閲覧。
5. ↑  FIBA事務総長バウマン死去、朝日新聞. 2018年10月14日閲覧。